# Liu Hongyu
Liu Hongyu, född 11 januari 1975 i Liaoning, är en kinesisk före detta friidrottare (gångare).
Lius största merit är guldet på 20 kilometer gång vid VM 1999 i Sevilla. Liu innehade även världsrekordet på 20 kilometer gång mellan åren 1995 och 2001.